# Fürstenhof (Bad Kissingen)

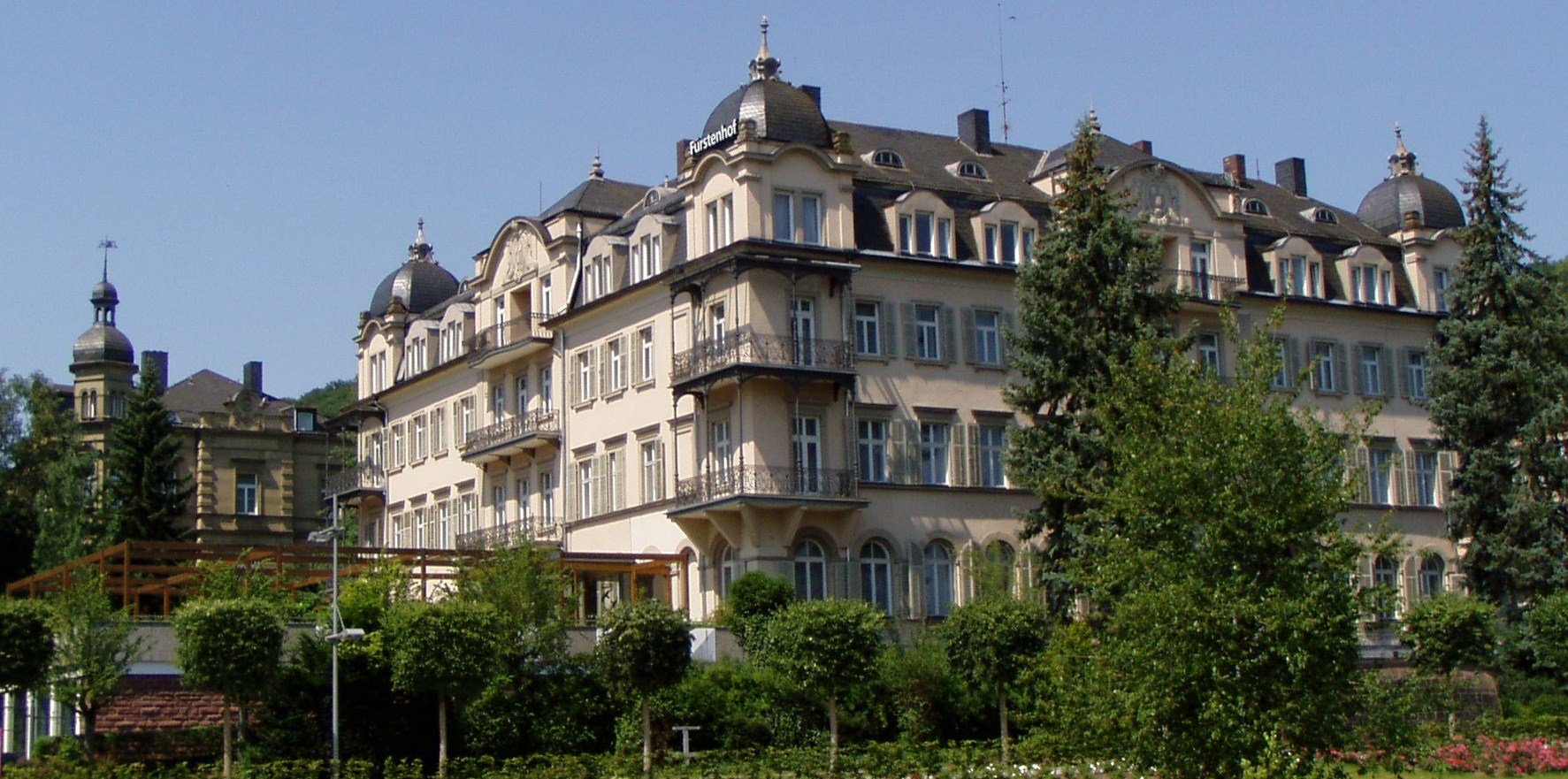
Fürstenhof und Villa Gordon (links) im Jahr 2007

Der Fürstenhof (Bismarckstraße 6), direkt am Westufer der Fränkischen Saale im bayerischen Staatsbad Bad Kissingen gelegen, war seit 1856 zunächst ein Hotel, 1880 wurde es zu einem Privatsanatorium ausgebaut, zuletzt bis 2004 als Diabetes-Reha-Zentrum betrieben. Das Haupthaus und die auf dem Grundstück stehende Villa Gordon, das Privathaus der früheren Eigentümer, sind in der bayerischen Denkmalliste als Einzeldenkmale eingetragen.

## Geschichte

### Hotelneubau
Das ursprünglich Kurhotel Bellevue genannte wesentlich kleinere Gebäude, der heutige Hauptflügel an der Bad Kissinger Bismarckstraße, stammt aus dem Jahr 1856. Knapp 25 Jahre diente es als standesgemäße Herberge für Kissingens Gäste aus europäischem Adel und Großbürgertum.

### Deutscher Krieg 1866
In der Schlacht bei Kissingen zwischen bayerischen und preußischen Truppen am 10. Juli 1866, ein entscheidendes Ereignis im Deutschen Krieg, blieben Privathäuser verschont. Dies galt allerdings nicht für das Kurhotel Bellevue, das erst kürzlich in Hotel de Bavière umbenannt worden sein musste und um 1865 dem Gastronomen H. Bernhard gehörte.
Ein russischer Kurgast, der die Kämpfe miterlebt hatte, schrieb in seinem Brief: „Eine Ausnahme machte das „Hotel de Bavière“, welches gänzlich zerstört wurde; alles Glas, alle Spiegel zerbrochen, alle Vorräthe vernichtet, das Hausgeräth demolirt, Wäsche und Kleider verschleppt und verdorben. Als Ursache dieser Verwüstung, welche am Morgen nach der Schlacht angerichtet wurde, giebt man den Umstand an, daß, während preußische Soldaten in dem Hause einquartiert waren, von Seiten des Wirths und seiner Bedienung (Baiern) drei Schüsse gegen die Preußen abgefeuert worden sein sollen.“ Ein anderer Augenzeuge berichtete: „Die Zugänge zur Brücke waren dem feindlichen Feuer so ausgesetzt, daß die Preußen nicht vordringen konnten, ohne sofort niederschossen zu werden. Ihre Plänkler sahen sich daher gezwungen, in den Häusern auf dem westlichen Ufer Schutz zu suchen, und wir sahen von unserem Fenster die Blitze aus den Fenstern des „Hotel de Bavière“, von denen die Preußen das bairische Feuer von der Brücke erwiderten.“ Auch Verletzte wurden hier versorgt: Am 15. August war laut Anzeige des bayerischen Kriegsministeriums noch immer Kaspar Schording aus Morlautern aus der bayerischen Rheinpfalz im Haus untergebracht, Soldat im 14. Infanterieregiment. Er hatte einen Schuss in den linken Oberschenkel bekommen.

### Ausbau zum Sanatorium

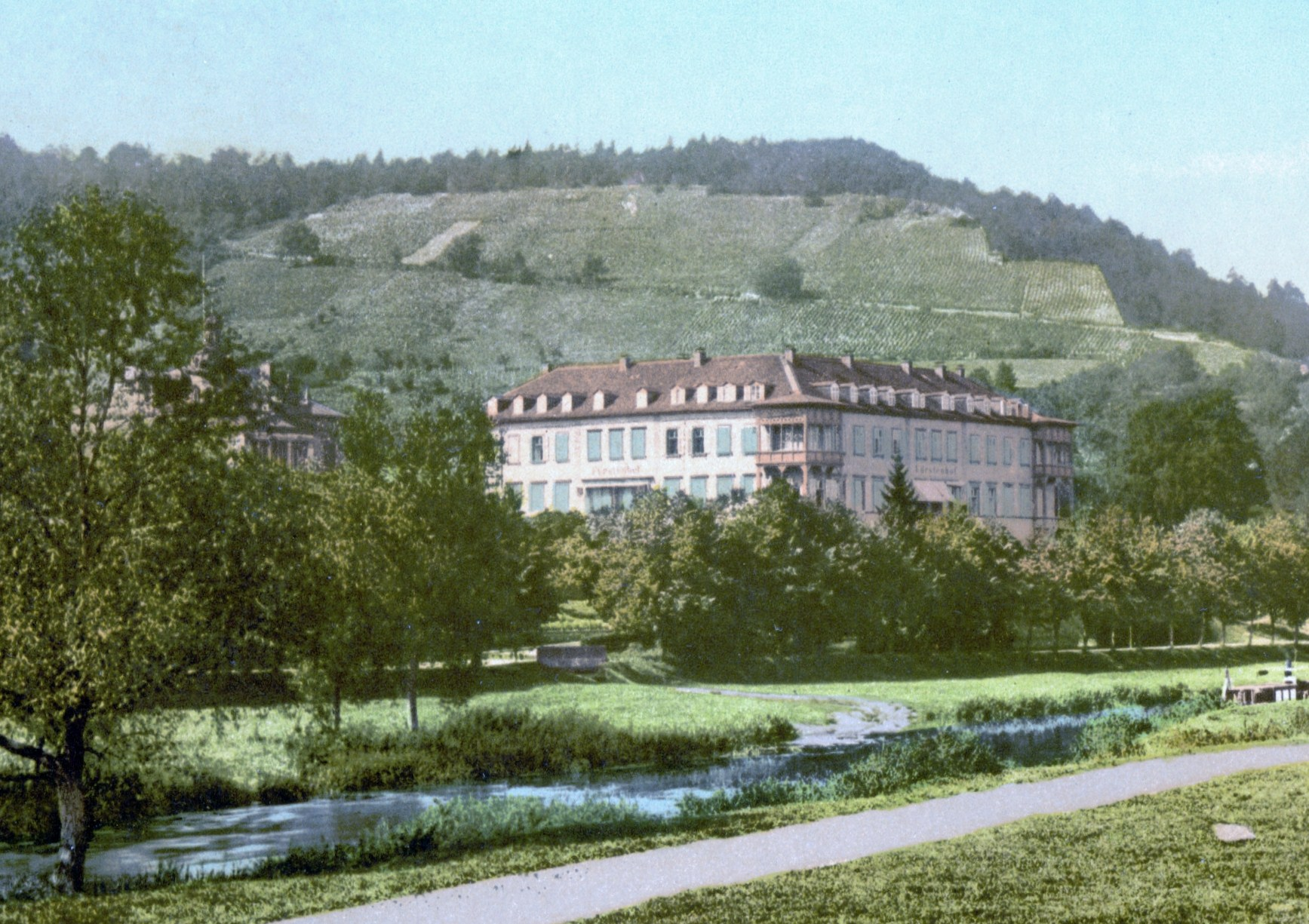
Das Sanatorium Fürstenhof um 1890/1900;
erst 1909 kamen die Dachaufbauten hinzu.
(Im Vordergrund fließt die Fränkische Saale)

Nach den kriegerischen Ereignissen wurde das Hotel wieder hergerichtet. 1880 kaufte Anna Gordon das Hotel de Bavière und ließ es im zeitgenössischen Neorenaissance-Stil durch Anbau des Südflügels zum heutigen dreigeschossigen Fürstenhof mit Hakengrundriss ausbauen. Anna Gordon (1813–1894), geborene Dürig, Witwe des Hotelbesitzers Georg Adam Hailmann (1818–1868), erwarb das Hotel de Bavière zusätzlich zu dem stadtzentralen Grand Hotel Hailmann (heute Haus Collard) am Kurgarten, das sie seit dem Tod ihres Mannes geführt hatte und das sie weiterhin betrieb. Im Jahr 1870 hatte sie den Schotten Thomas Dempster Gordon (1811–1894) geheiratet, der als Privatier seit 1849 fast jährlich nach Bad Kissingen zur Sommerfrische gekommen war. Hinter dem Fürstenhof ließ sich das Ehepaar Gordon im Jahr 1884 von dem Bad Kissinger Architekten Andreas Lohrey aus Sandstein die Villa Gordon (Marbachweg 1) mit Risaliten und polygonalem Eckturm ebenfalls im Stil der Neorenaissance errichten; der Giebel des Hauses zeigt noch heute das Gordon-Wappen. Die gusseiserne Balkonarchitektur wurde 1895 hinzugefügt. Da ihre beiden Ehen kinderlos geblieben waren, vermachte Anna Gordon den Fürstenhof ihrem Neffen Franz Dürig. Dessen Tochter Anna (1885–1958) heiratete 1906 den Arzt Dr. Paul Sotier (1876–1950), der seitdem den Fürstenhof als Privatsanatorium und Hotel der gehobenen Kategorie führte. Dieser ließ das Haus im Jahr 1909 vom Bad Kissinger Architekten Carl Krampf mit zusätzlichen Dachaufbauten verschönern.
Während der zweiten Marokkokrise im Jahr 1911 wurde in Sotiers Hotel große Politik gemacht: Der deutsche Reichskanzler Theobald von Bethmann Hollweg und Alfred von Kiderlen-Waechter, Leiter des Auswärtigen Amtes, empfingen im Hotel Fürstenhof den französischen Botschafter Pierre Paul Cambon und andere Botschafter europäischer Staaten zum politischen Gespräch.

### Der Fürstenhof und die Hohenzollern

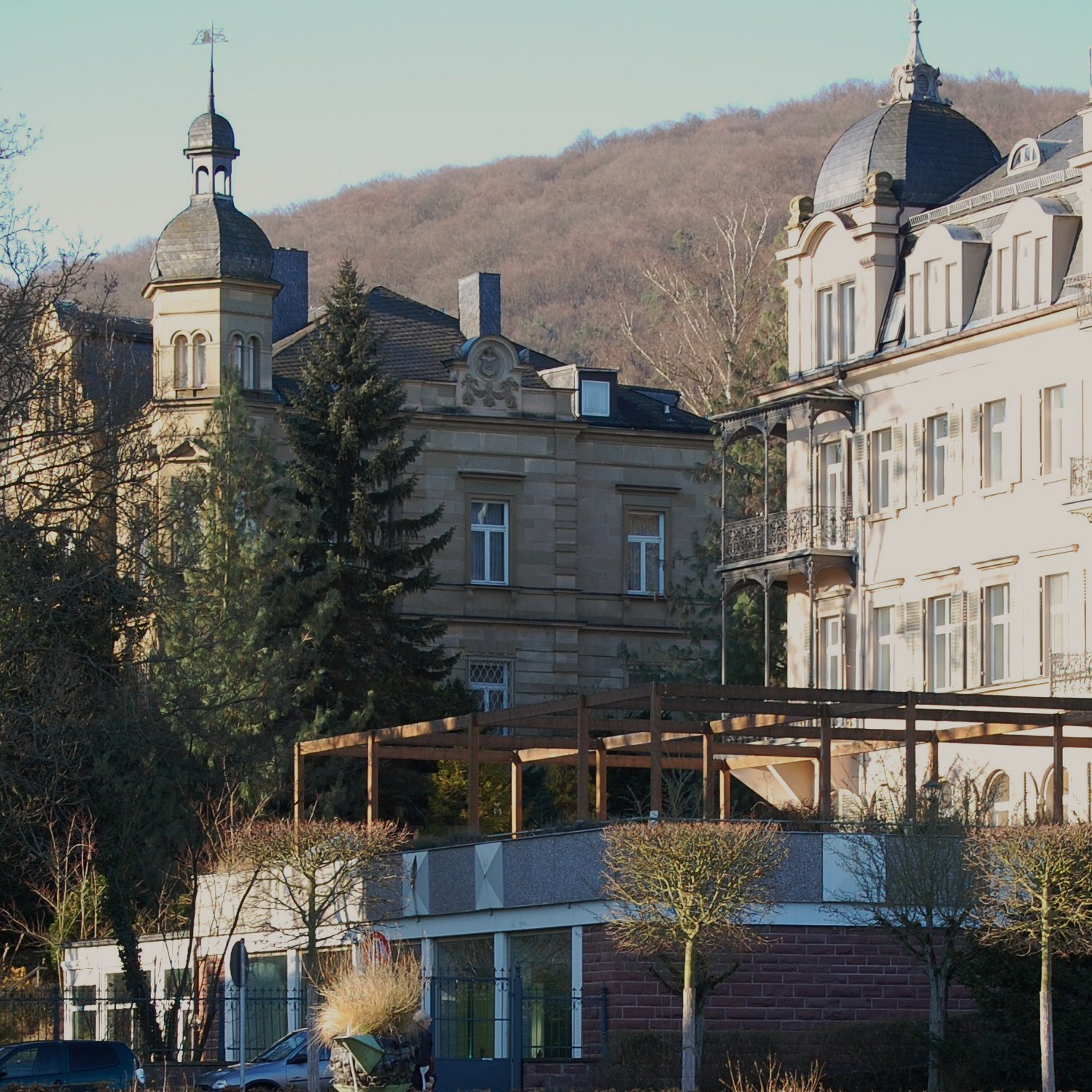
Villa Gordon (links) hinter dem Fürstenhof

Zu Sotiers prominenten Patienten gehörte 1927 Prinzessin Hermine. Außerdem war er Leibarzt ihres Ehemannes, des letzten deutschen Kaisers Wilhelm II., in seinem Exil im holländischen Haus Doorn. Aufgrund einer freundschaftlichen Nähe der Arztfamilie Sotier zur Hohenzollern-Familie – schon des Kaisers erste Ehefrau, Kaiserin Auguste Viktoria, hatte sich bei ihrem Kissingen-Besuch 1889 Sotiers Vater Alfred anvertraut – wohnten Kaiserenkel Louis Ferdinand mit Ehefrau Kira, Kindern und seiner Mutter Kronprinzessin Cecilie nach der Flucht aus Berlin von 1945 bis 1946 im Fürstenhof. Da dort bereits unzählige Flüchtlinge untergebracht waren, konnten für die Familie nur noch zwei Dachkammern freigemacht werden. Louis Ferdinands und Kiras fünftes Kind, Prinz Christian-Sigismund, kam am 14. März 1946 hier zur Welt. Kronprinzessin Cecilie blieb sogar bis 1952 in der Villa Gordon, dem Privathaus der Sotiers, wohnen, kam auch danach noch mehrmals zu Besuch und starb dort während ihres Urlaubsaufenthalts am 6. Mai 1954.
Nach Einzug der US-amerikanischen Truppen (1945) wurde der Fürstenhof beschlagnahmt. Nach dem Tod ihres Vaters (1950) übernahm die unverheiratete Tochter Elisabeth Sotier (1913–2008) das Hotel-Sanatorium. In den 1970er Jahren ließ sie das Haus um zwei im zeitgenössischen Stil errichtete Neubauten erweitern.

### Reha-Zentrum der AWO
Sotier verkaufte schließlich 1984 den Fürstenhof an die Arbeiterwohlfahrt (AWO) und zog sich in einen neuen Bungalow auf einem Teilgrundstück zurück. Die AWO betrieb die Anlage von 1988 bis 2004 als Diabetes-Reha-Zentrum. Infolge mehrerer seit 1996 aufeinander folgender Gesundheitstrukturreformen nahm die Patientenbelegung kontinuierlich ab. Dies veranlasste die AWO, die auf der gegenüber liegenden Uferseite der Fränkischen Saale das Haus Thea als zweites Sanatorium betrieb, den Fürstenhof im April 2004 zu schließen und zum Verkauf freizugeben. Doch erst im März 2008 gelang es der AWO mit der russischen Investorengruppe SA Corona (Schweiz) für die gesamte Anlage (Nutzfläche 6.120 Quadratmeter) bestehend aus dem Haupthaus (4.235), den Anbauten (845), der historischen Villa (1.040), dem benachbarten Café Schweizerhaus (1.070), das 1993 hinzugekauft worden war, und dem neuen Bungalow Sotier (1.185 Quadratmeter) einen Käufer zu finden. Die Grundstücksfläche war inzwischen durch Zukäufe auf über 15.000 Quadratmeter angewachsen.

## Planung
Eine russische Investorengruppe gründete im März 2008 die im schweizerischen Pully eingetragene Fürstenhof SA, um die Immobilie – nach Teilabriss und ergänzt um Neubauten – zu einem 5+-Sterne-Hotel umzunutzen. Geplant war ein Hotel mit 220 bis 240 Betten. Der historische Fürstenhof und die dazugehörige Villa Gordon sollten saniert werden. Entlang der Straße Ochsenweg war ein gläserner Hotelneubau mit 158 Betten in 79 Zimmern geplant.
Vorgesehen waren auf dem Areal außerdem drei Appartementhäuser mit 35 Appartements oder Ferienwohnungen. Dazu sollten ein Medical Spa mit Schwimmbad und medizinischen sowie therapeutischen Angeboten, Restaurants, zwei Tiefgaragen, Läden mit maximal 300 Quadratmetern und Betriebe für hochwertige Waren und Dienstleistungen kommen. Das benachbarte Cafè Schweizerhaus mit seinen im Obergeschoss liegenden Appartements sollte saniert. Dort waren Seminarräume vorgesehen. Als Investitionssumme wurden zuletzt nach eigenen Angaben 80 Millionen Euro genannt.
Zuletzt waren das Architekturbüro dau design in Flintbek als Projektentwickler gemeinsam mit dem Hamburger Architekturbüro Heitmann & Montufar mit der Ausarbeitung der Baupläne und des Raumkonzepts beauftragt. Im März 2014 gab die Eigentümergesellschaft bekannt, dass die Accor-Marke MGallery (70 Premium-Hotels weltweit) den Letter of Intent als geplanter Betreiber des künftigen Fürstenhof-Hotels unterschrieben hat.
Im Oktober 2015 wurde der Geschäftssitz der Fürstenhof SA nach Gland (Schweiz) verlegt. Gemäß Baugenehmigung vom 2. September 2011 musste mit einer Verlängerung um ein Jahr bis zum Oktober 2015 mit den Bauarbeiten begonnen werden. Trotz einer Baubeginnsanzeige erfolgten bis 2019 keine Bauarbeiten im Rahmen der Baugenehmigung. 
Die Baugenehmigung ist verwirkt, eine Baufreigabe wurde nie erteilt. Seit April 2018 steht das Objekt in jeglicher Weise zum Verkauf.